# Liste von Sakralbauten in Hennef (Sieg)

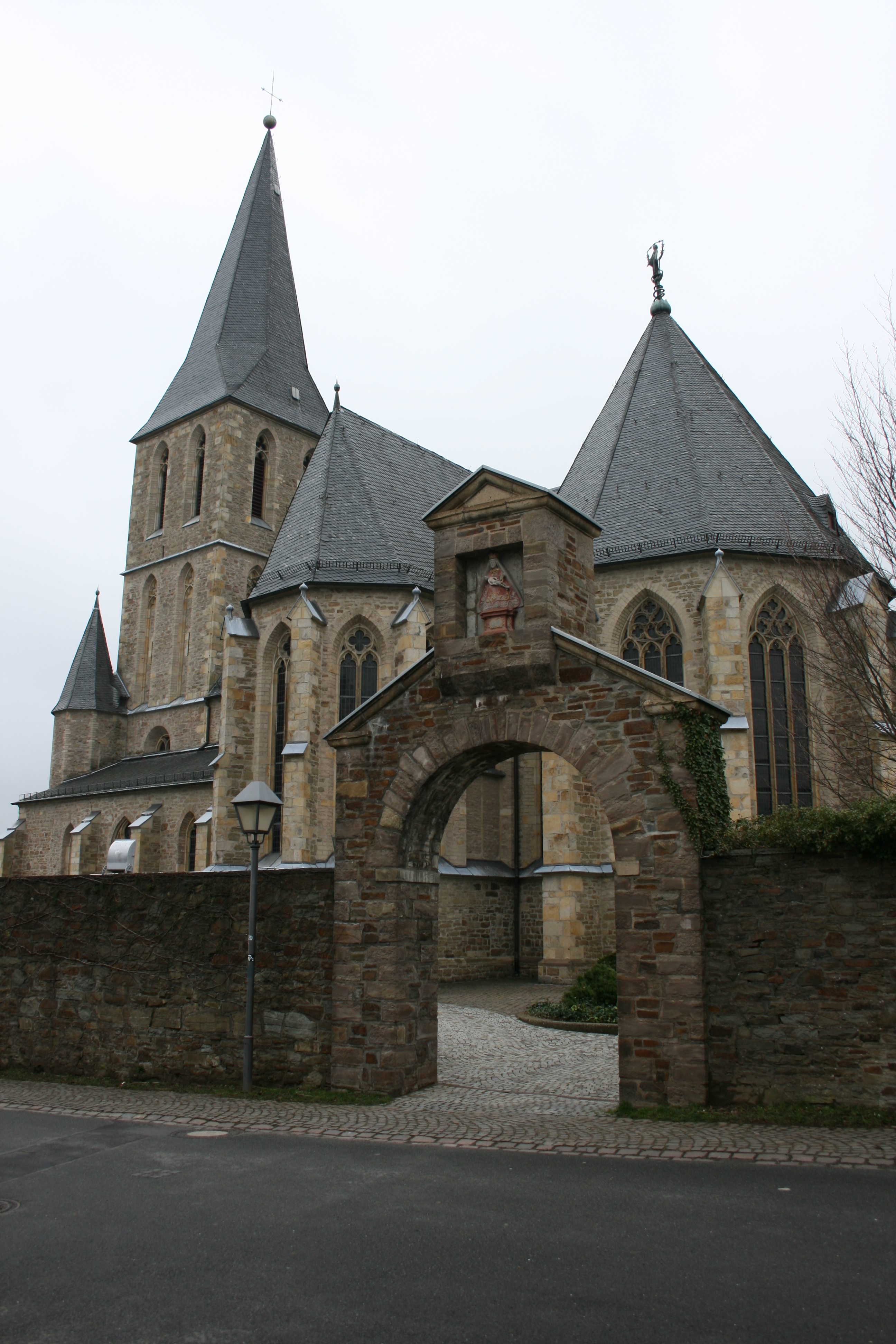
Die Wallfahrtskirche Zur Schmerzhaften Mutter Gottes in Bödingen

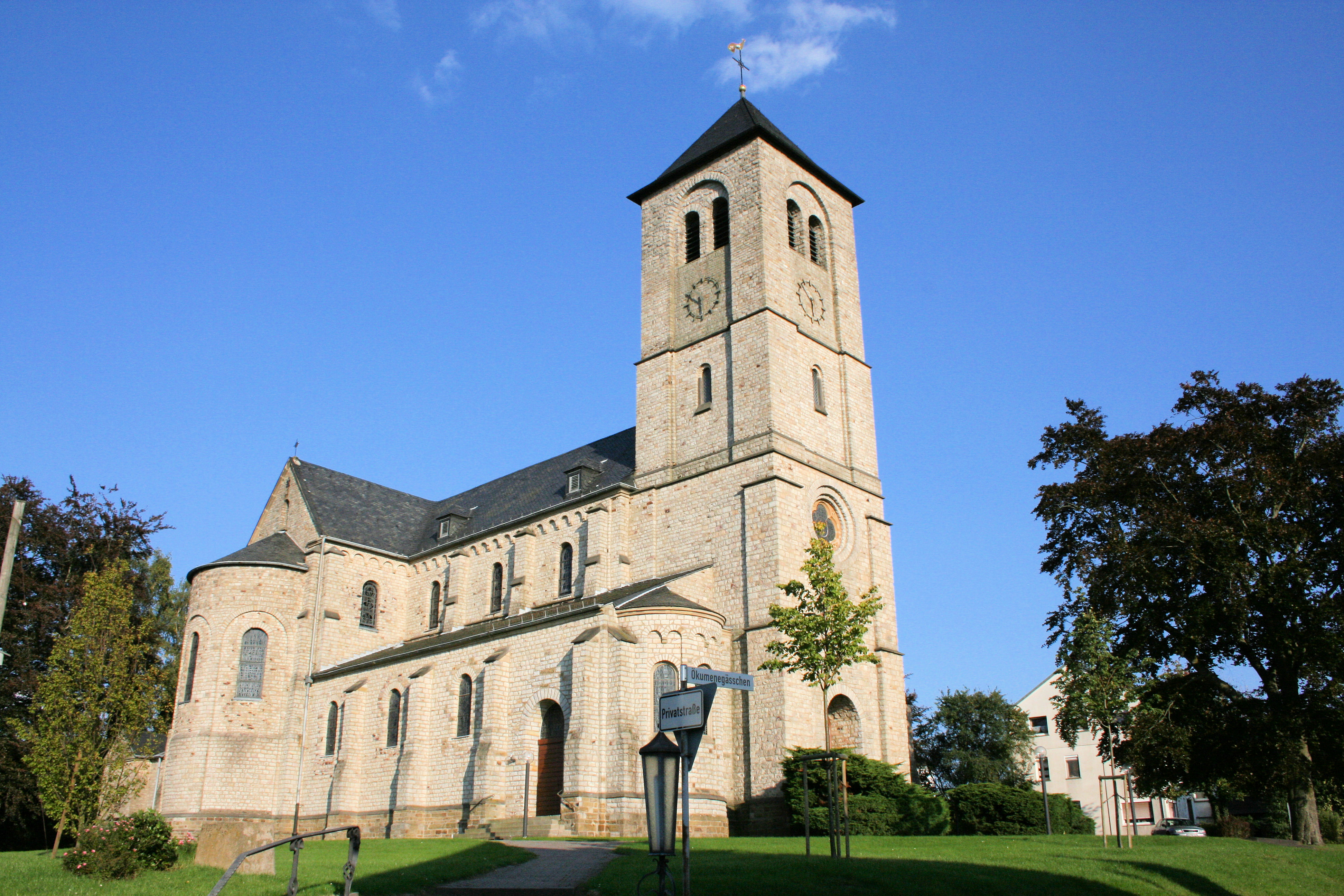
Die Kirche St. Johannes der Täufer in Uckerath

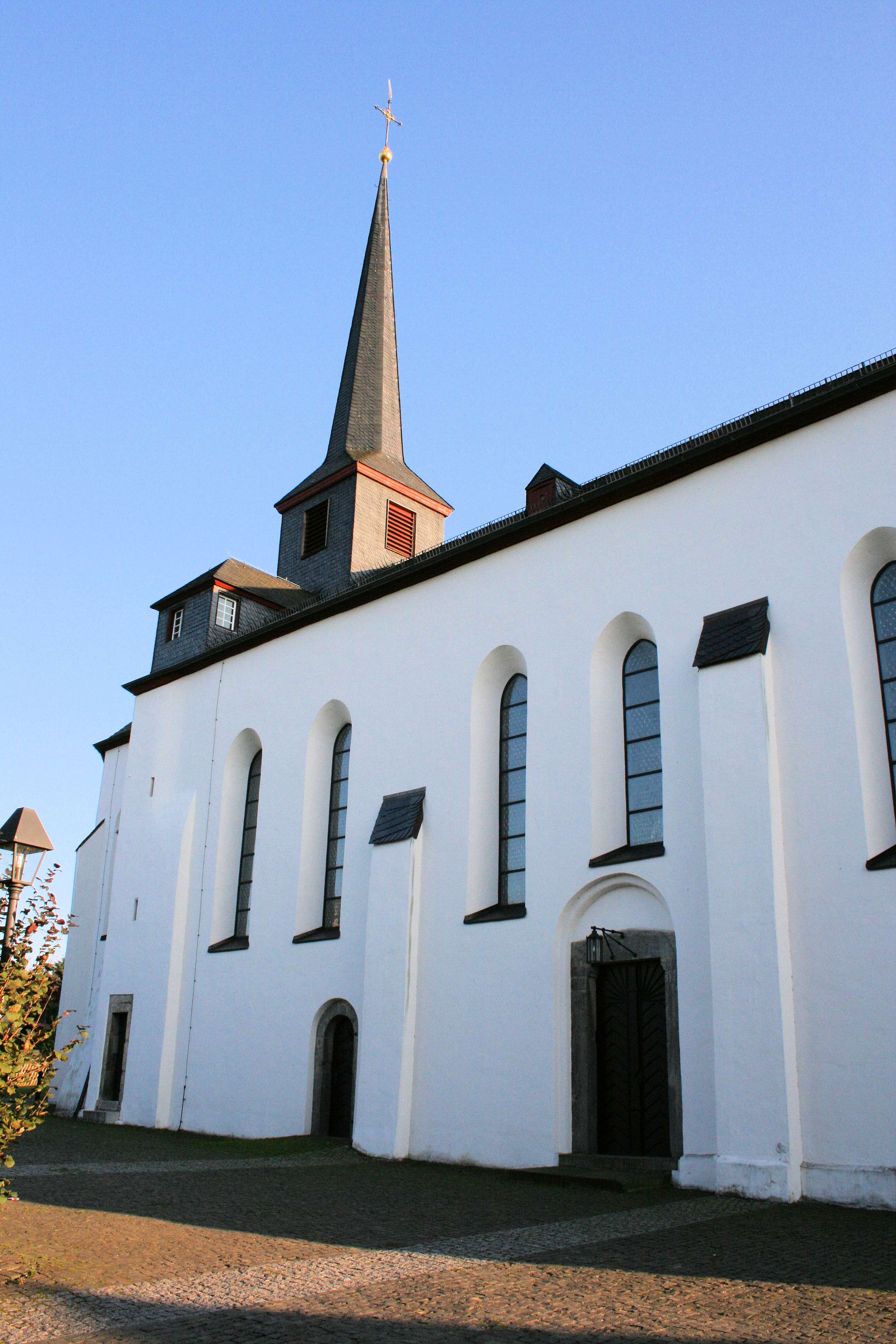
St. Katharina in Stadt Blankenberg

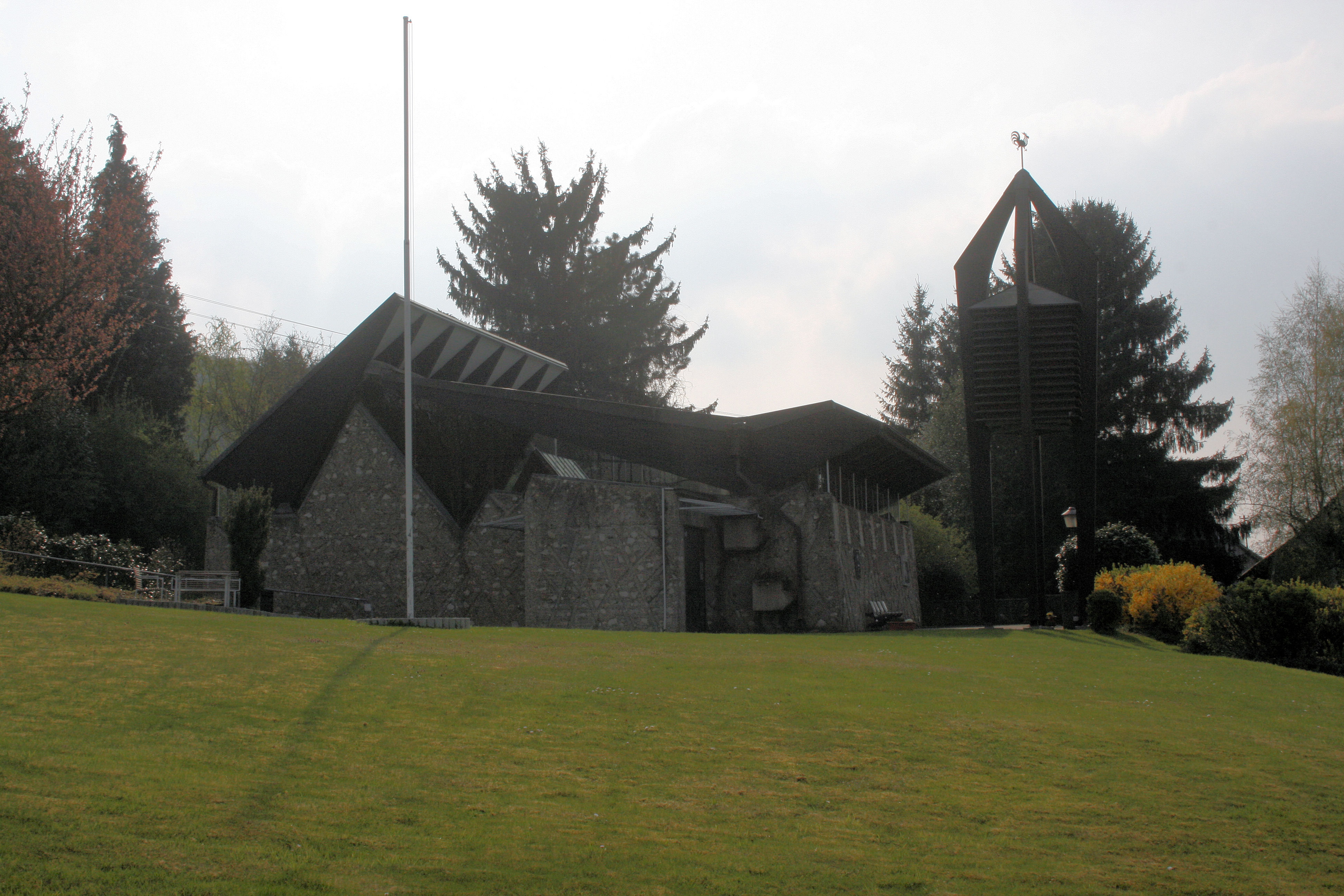
Die Kirche in Greuelsiefen

Die Liste von Sakralbauten in Hennef (Sieg) zeigt alle Gotteshäuser im Stadtgebiet von Hennef (Sieg) auf.

## Kirchen

### Katholische Kirchen
- St. Simon und Judas, Hennef, Kirchstraße
- St. Michael, Hennef-Geistingen, Kurhausstraße
- Liebfrauenkirche, Hennef-Warth, Frankfurter Straße
- Marienwallfahrtskirche Zur schmerzhaften Mutter Gottes, Bödingen
- Wallfahrtskirche Zum Heiligen Kreuz, Süchterscheid
- St. Remigius, Happerschoß, Kirchgasse
- St. Maria Himmelfahrt, Bröl
- St. Mariä Heimsuchung, Rott, Dambroicher Straße
- St. Katharina, Stadt Blankenberg, Markt
- St. Johannes der Täufer, Uckerath, Lichstraße
- St. Michael, Westerhausen

### Evangelische Kirchen
- Evangelische Kirche Hennef, Beethovenstraße
- Stephanuskirche Uckerath, Lichstraße

### Neuapostolische Kirchen
- Neuapostolische Kirche Hennef, Kaiserstraße

## Kapellen
- Annakapelle, Hennef-Geistingen (Unterdorf)
- Kapelle Hennef-Geistingen (Oberdorf)
- Kapelle Hennef-Geisbach, Kapellenstraße (von 1734)
- Zur Schmerzhaften Mutter, Söven
- Mariä Heimsuchung, Dondorf
- Mariä Himmelfahrt, Bülgenauel
- Josefskapelle, Lauthausen
- Kapelle zum Heiligen Antonius von Padua, Oberauel
- Kapelle der Heiligen Apollonia, Stein
- Antoniuskapelle, Striefen
- Agathakapelle, Adscheid
- Josefskapelle, Mittelscheid
- Mutter Gottes-Kapelle, Süchterscheid (von 1681)
- Unserer Lieben Frau von der Immerwährenden Hilfe, Wellesberg
- St. Matthias, Hanf
- Kapelle in Bödingen
- Friedhofskapelle, Uckerath
- Kapelle in Altglück (1863)

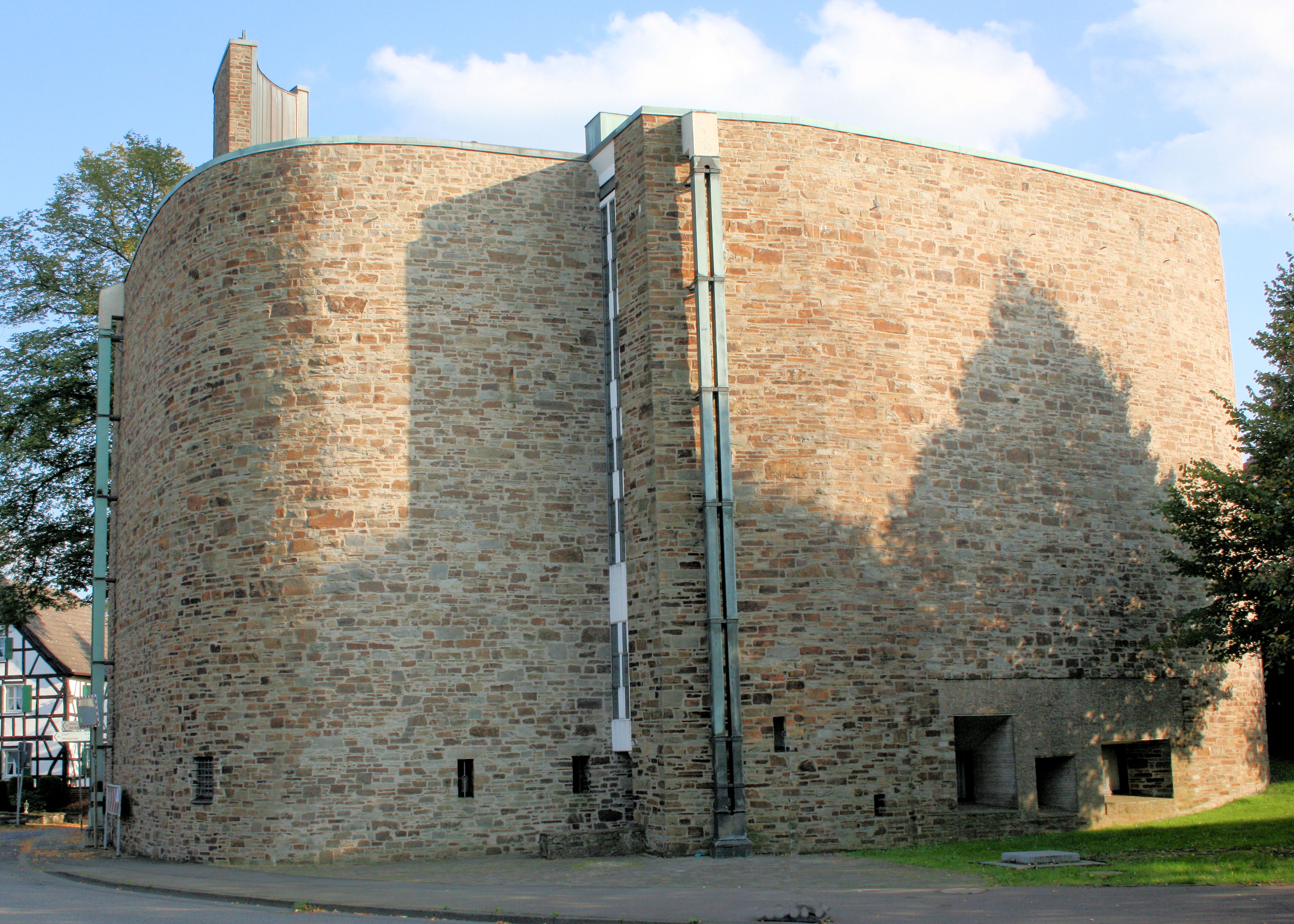
Die Süchterscheider Wallfahrtskirche
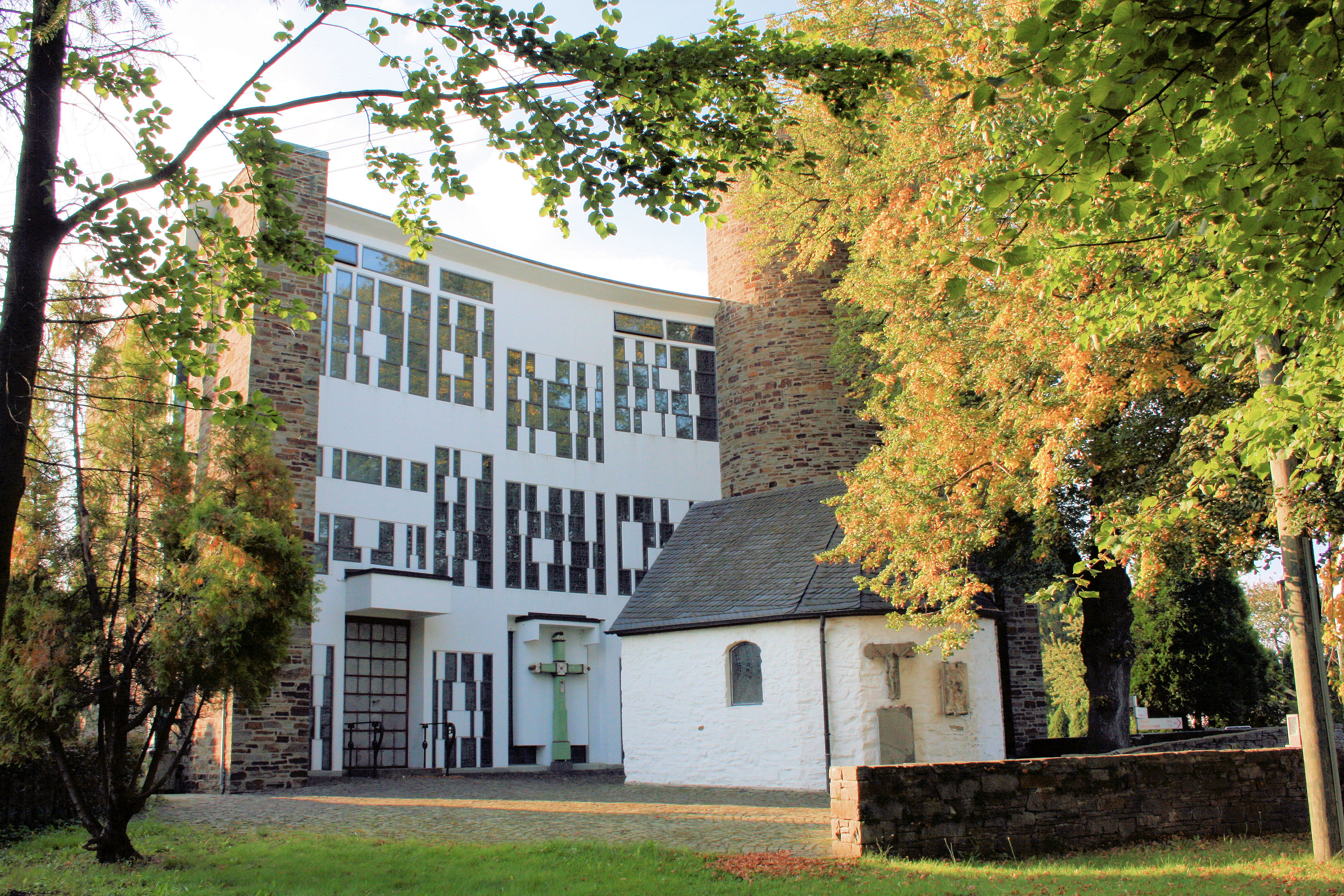
Der Kirchhof mit der alten Kapelle
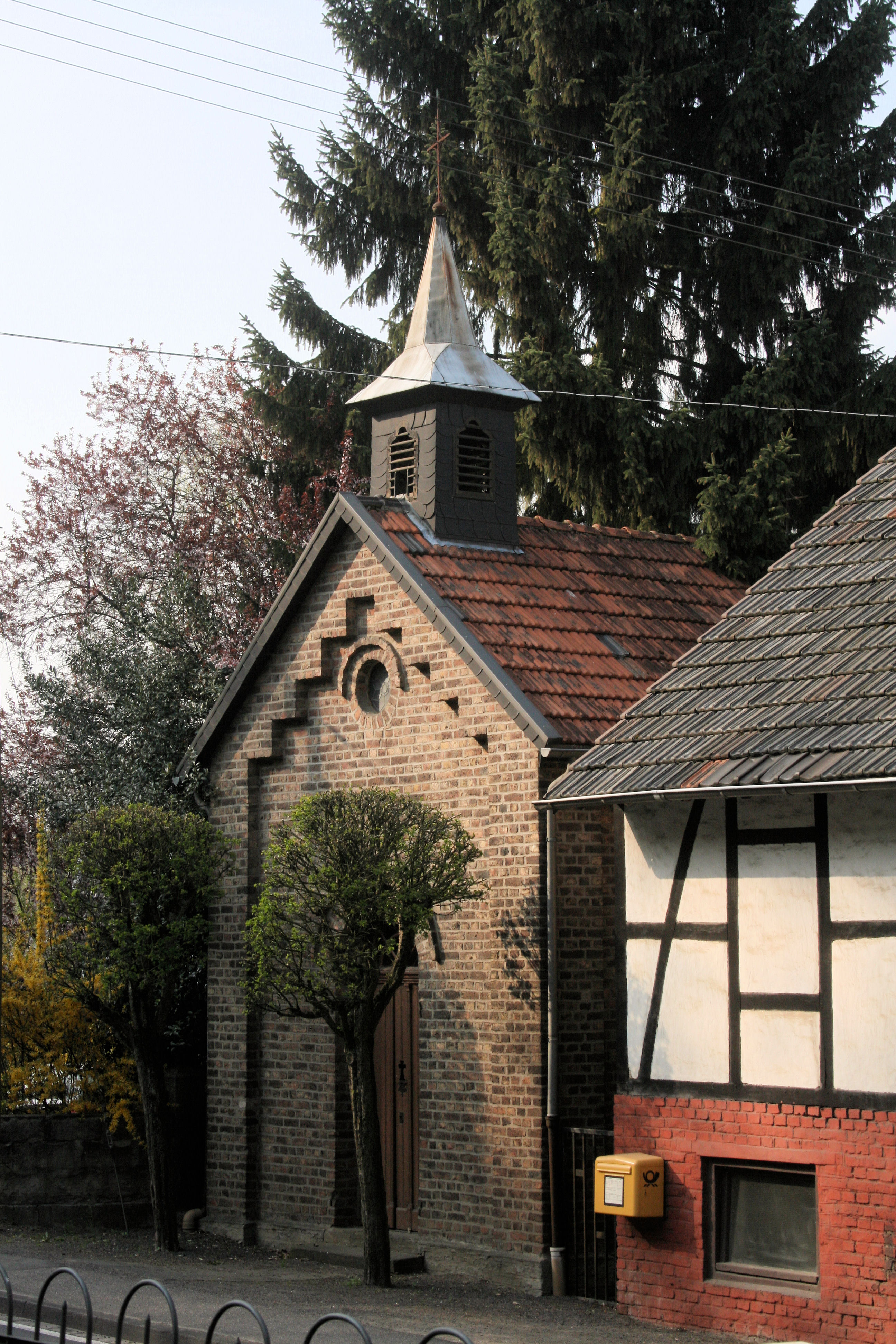
Mariä Heimsuchung in Dondorf
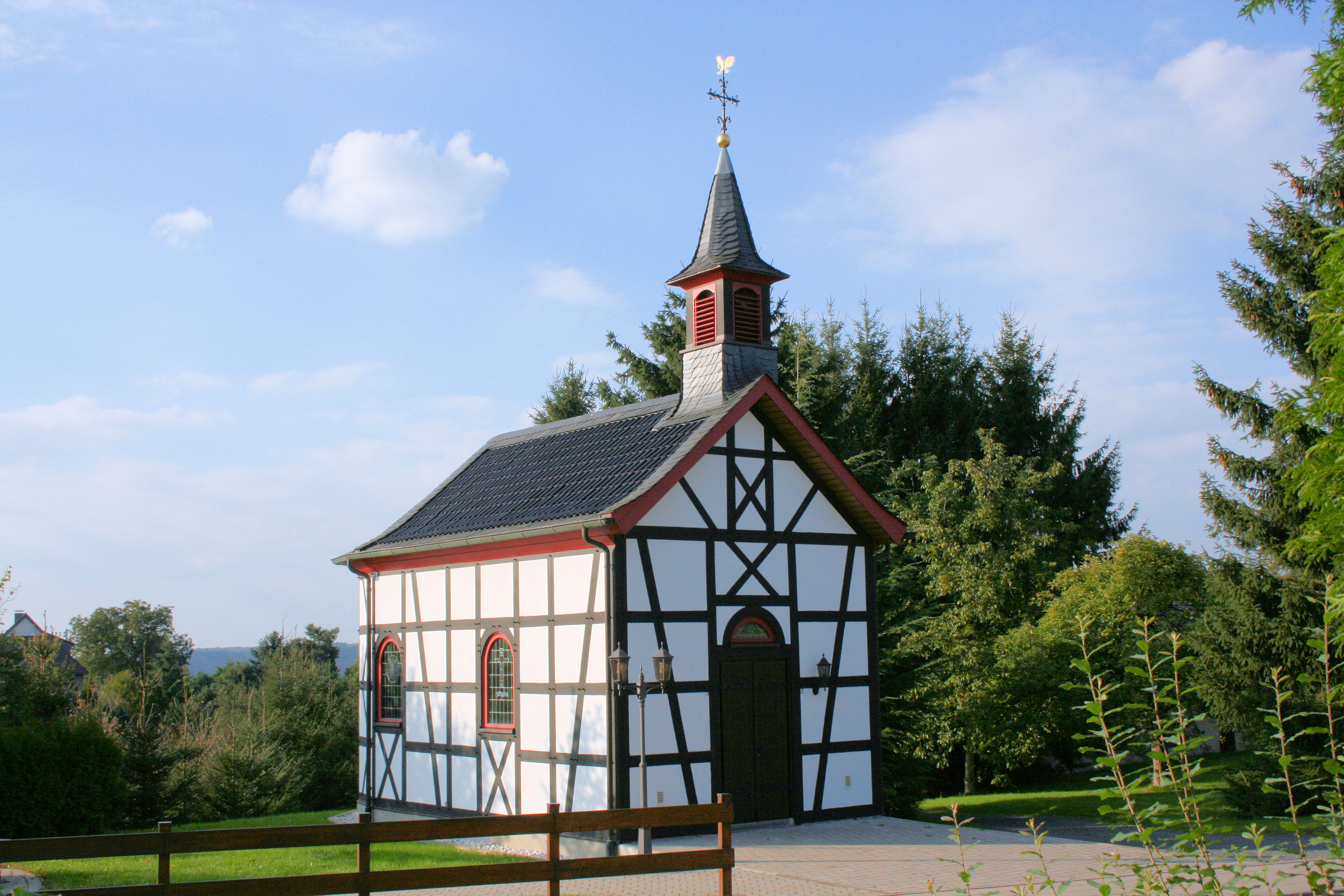
Die Kapelle in Mittelscheid
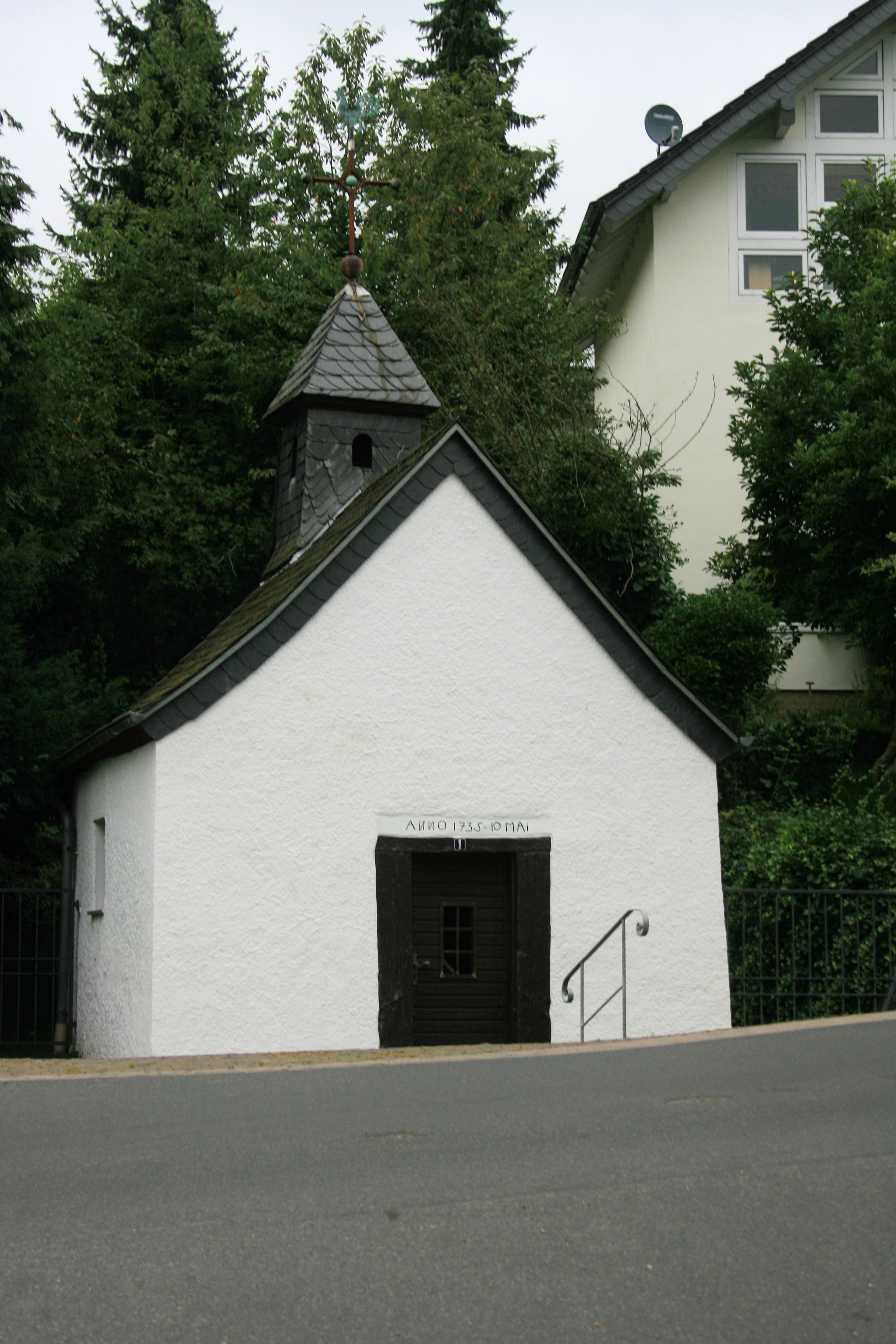
Die Kapelle in Oberauel
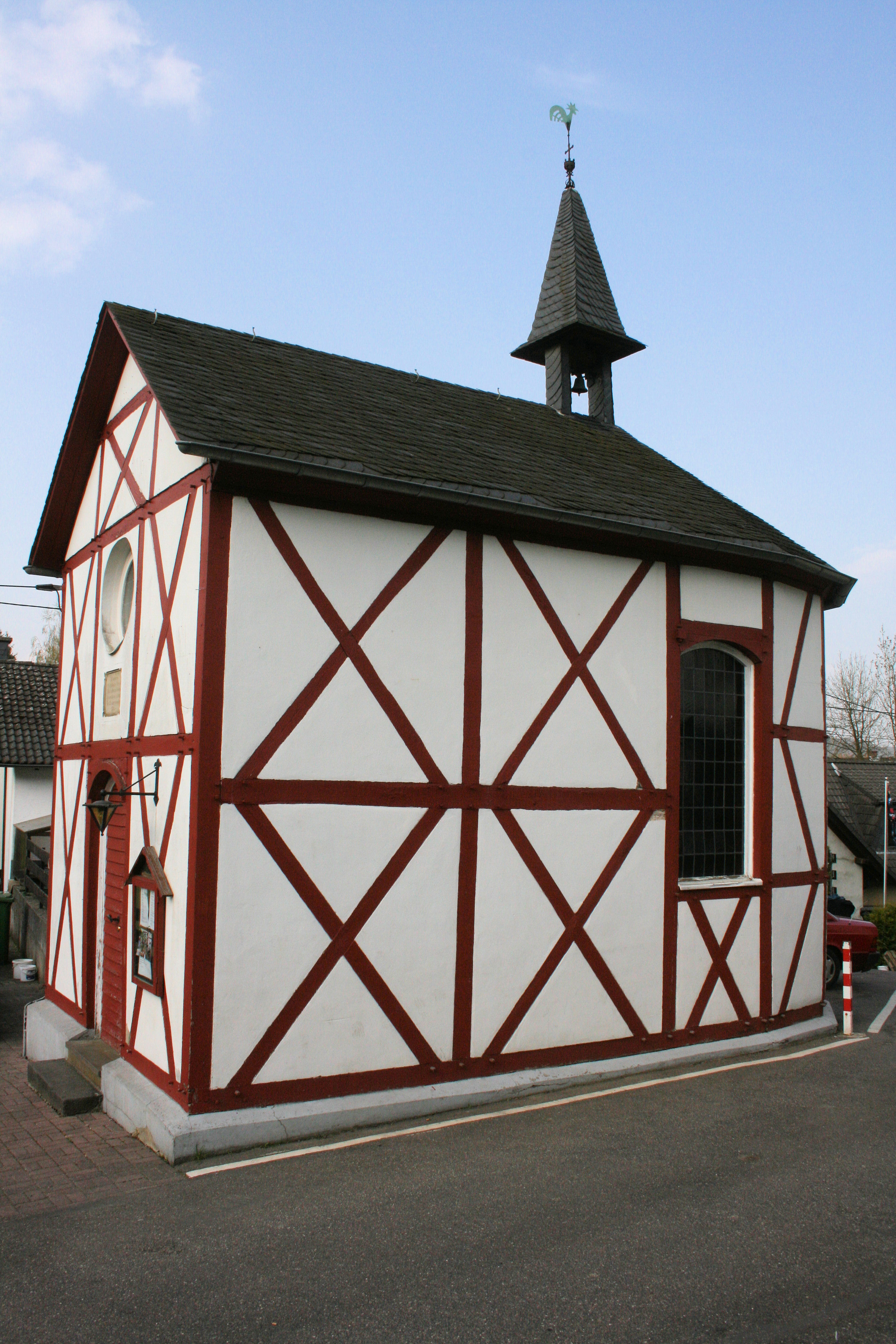
Die Apolloniekapelle in Stein
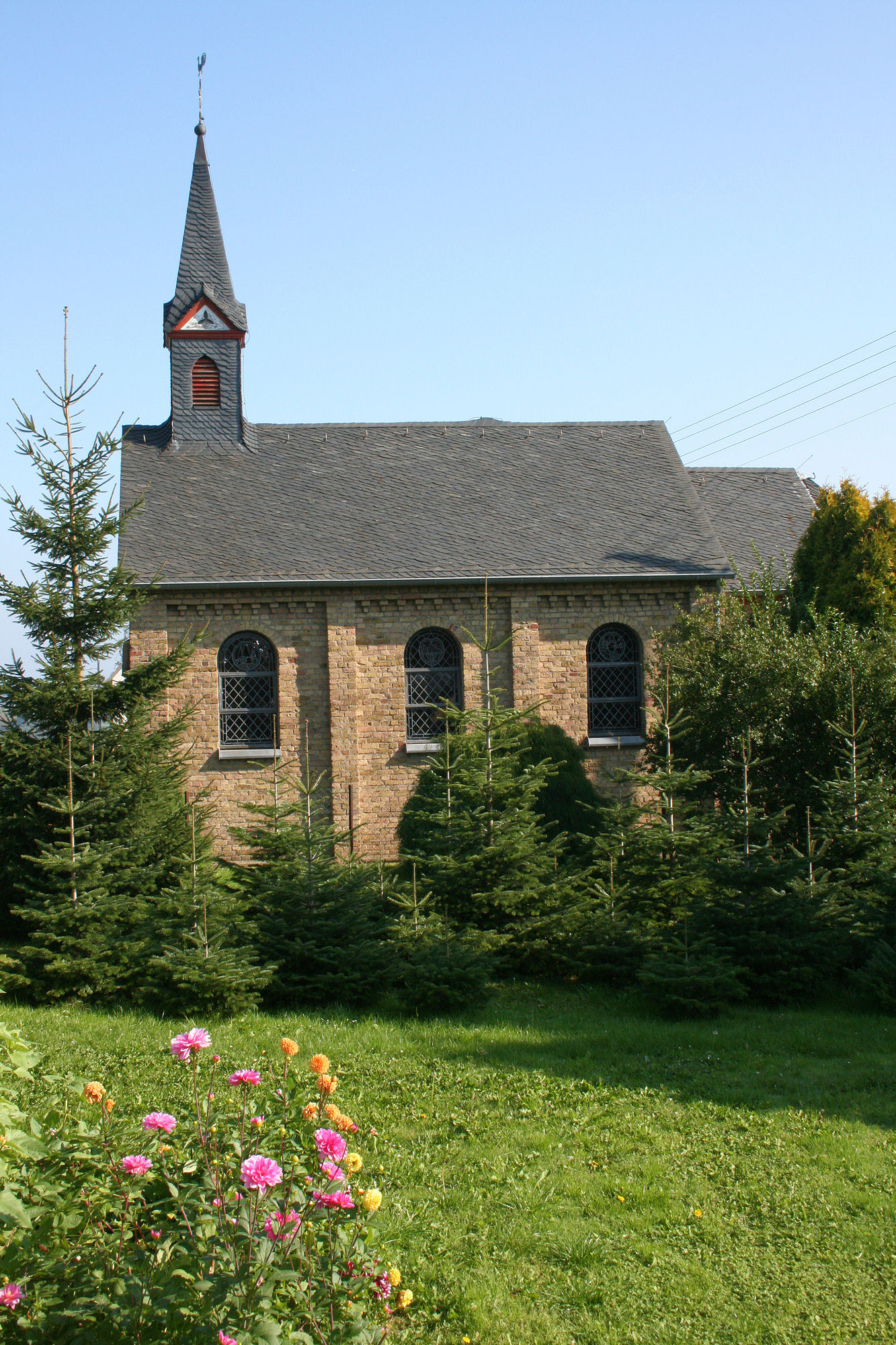
Die Kapelle in Wellesberg
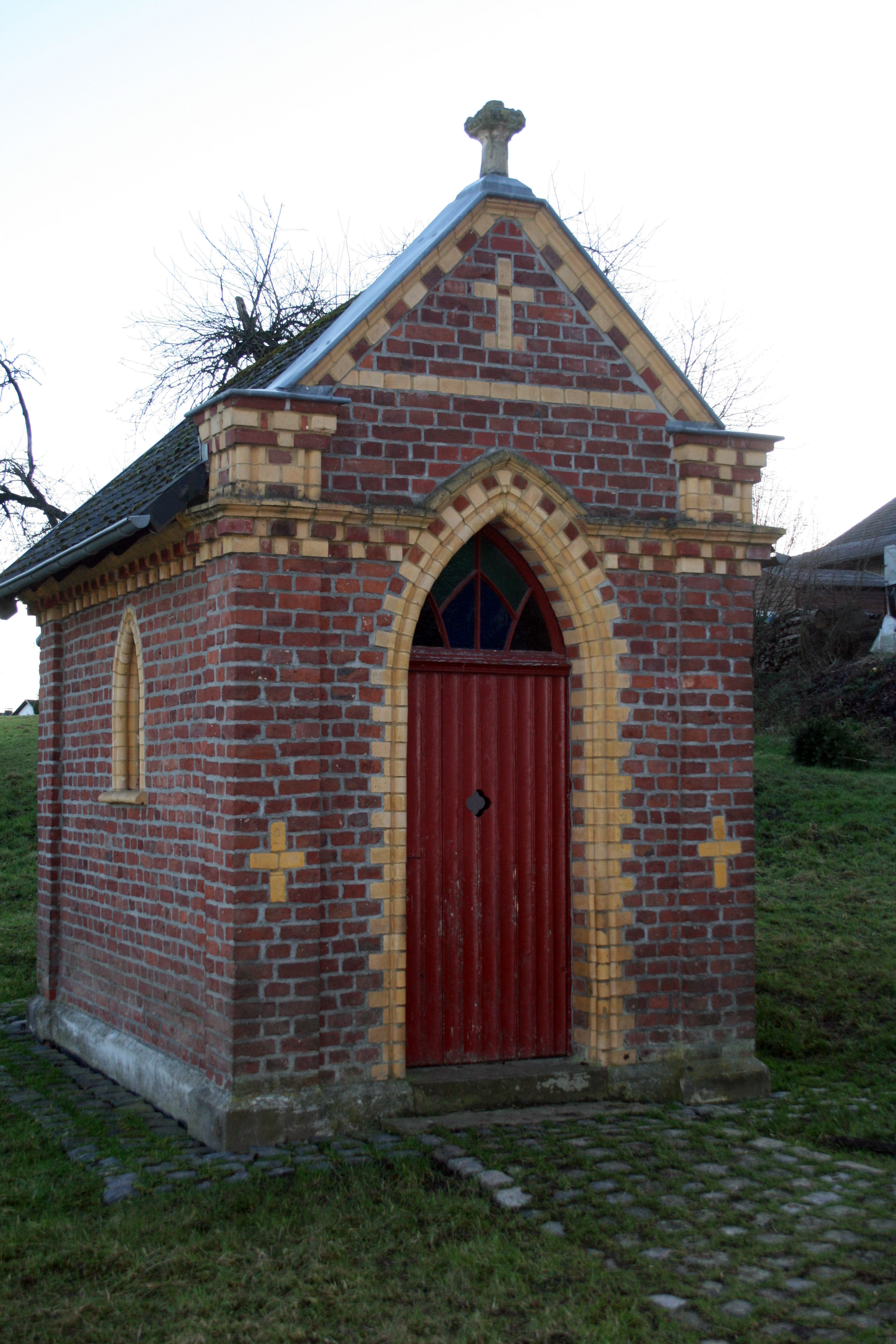
Bödinger Kapelle